# 贝尔蒂斯-阿拉纳
贝尔蒂斯-阿拉纳（西班牙語：Bértiz-Arana）是西班牙纳瓦拉的一个市镇。总面积40平方公里，总人口650人（2001年），人口密度16人/平方公里。